# Greta (filme de 2019)
Greta é um filme brasileiro de drama, dirigido e escrito por Armando Praça. Estrelado por Marco Nanini, o roteiro é uma adaptação por Armando da peça da década de 1970 de Fernando Mello, chamada "Greta Garbo, quem diria, acabou no Irajá".

## Sinopse
O filme conta a história de Pedro (Marco Nanini), um enfermeiro que, para conseguir vaga para uma amiga (Denise Weinberg) no hospital em que trabalha, ajuda Jean (Démick Lopes), um criminoso que foi ferido, a fugir. Pedro abriga o criminoso na sua casa e acaba se apaixonando por ele. 

## Elenco
- Marco Nanini como Pedro
- Denise Weinberg como Daniela
- Demick Lopes como Jean
- Gretta Star como Meire
- Robério Diógenes como Dr. Arnaldo
- Ednéia Tutti como Maria do Carmo
- Felipe de Paula como Genildo

## Lançamento
O filme foi exibido pela primeira vez em fevereiro de 2019, durante o 69º Berlinale. No dia 5 de setembro de 2019, o filme foi exibido no Cine Ceará, e recebeu o prêmio principal de melhor filme, assim como de melhor direção e ator (Marco Nanini). O filme estreou em outubro de 2019 nos cinemas nacionais.

## Ligações Externas
- Greta. no IMDb.